# Karen Velez
Barbara Edwards Kathy Shower
Karen Velez est une mannequin et modèle de charme américaine, d'origine Portoricaine. Elle est tout d'abord connue comme ‘’Playmate of the Month’’ du magazine Playboy en décembre 1984 et elle est ensuite choisie comme Playmate of the Year (1985).

## Biographie
Elle est née à Rockville Centre sur l’île de Long Island dans l’Etat de New York le 27 janvier 1961. Elle n’a pas communiqué d’informations concernant sa famille, ses parents ou d’éventuels frères et sœurs. On sait cependant, à la lecture de l'article qui est consacré à Miss December 1984, qu'elle a des attaches à Miami, avec sa mère, son beau-père, sa grand-mère et une sœur prénommée Lisa. 
Playmate du mois de décembre 1984, l’article qui lui est consacré est illustré de photos prises par Arny Freytag. En 1985 elle est choisie comme «Playmate de l’Année » – parmi les cadeaux qu’elle reçoit figure un coupé Toyota MR.
Comme playmate, elle a figuré dans plusieurs éditions spéciales (NSS), par exemple dans les séries ‘’Book of Lingerie’’, ‘’Wet and wild’’, ‘’Girls of Summer’’, ‘’Bathing Beauties’’, ‘’Nudes’’ …  Elle a aussi figuré, en 2000 parmi plusieurs autres PMOY, sur la couverture d’un album en édition spéciale intitulé Playboy’s Playmates of the Year, sortie pour à l’occasion des 40 ans du titre de « Playmate de l’Année ».
En 1988, après la période Playboy, elle se marie avec l’acteur de cinéma et télévision Lee Majors dont elle est la troisième épouse (la seconde était Farrah Fawcett dont il avait divorcé en 1982). Le couple a une fille, Nikki Loren et des jumeaux : Dane Luke et Trey Kulley avant de se séparer définitivement en 1994. Elle s’est remariée avec Vic Ventimiglia Jr. en 1999 et s’en est séparée en août 2004. Après cette séparation, elle est restée célibataire. Sa vie privée est restée à l’écart des médias.
Abandonnant le rôle de playmate et de mannequin, elle s’est lancée le domaine du bien-être et de la guérison, étudiant l’hypnose et elle a obtenu un certificat d’hypnothérapeute, pouvant alors exercer comme maître hypnothérapeute et hypnotiseuse certifiée. Elle a aussi diversifié sa carrière en créant une entreprise de coaching de vie.
La fille de Karen, Nikki, a elle-même posé nue pour le site du cyberclub de ‘’Playboy’’ en mars 2008 dans une séquence video intitulée ‘’Playmate Daughters’’ (Filles de playmates).
Elle est décédée le 2 juillet 2023